# Garnier din Nablus
Garnier din Nablus (cunoscut și sub numele de „Garnier al Siriei”; n. secolul al XII-lea, Nablus, Cisiordania, Palestina – d. august 1192, Acra, Regatul Ierusalimului) a fost cel de-al 10-lea maestru al Ordinului Ospitalierilor - cunoscut ca Ordinul Sfântul Ioan al Ierusalimului din 1190 până în 1192. Sub mandatul său sediul Ordinului a fost transferat din Tir în Saint-Jean-d'Acre.

## Biografie

Blazonul lui Garnier de Naplouse

Garnier a fost lord de Gibelin între 1173 și 1175, apoi mare preceptor al Ordinului Ospitalierilor din 1176 până în 1177 și din 1180 până în 1184. A fost apoi învestit, la 10 aprilie 1185, cu funcțiile de prior al limbii engleze până în 1189, funcție pe care a combinat-o în 1189 cu biroul de Mare Maestru al Ordinului Ospitalierilor.
Deși a fost străpuns de lovituri din bătălia dezastruoasă de la Hattin din 1187, care a decis soarta Ierusalimului, Garnier din Nablus a reușit totuși să câștige orașul Ascalon și rănile i s-au vindecat.
El l-a succedat pe Hermangard d'Asp ca marele maestru al Ospitalierilor între iulie 1189 și 25 martie 1190. Se afla la Paris din iulie 1189 până la 24 martie 1190 în așteptarea Regelui Angliei, Richard Inima de Leu. S-a îmbarcat la Marsilia în vara anului 1190 spre Messina. A ajuns pe 23 septembrie unde l-a găsit pe regele francez Philippe Auguste sosit din Genova pe 16 septembrie. Un document datat de la 8 octombrie 1190 la Messina confirmă prezența celor doi regi, a marele maestru al ospitalierilor și cel al templierilor.
Garnier a părăsit Messina pe 10 aprilie 1191, cu flota lui Richard, care apoi a ancorat pe 1 mai în Golful Satalie. Richard a debarcat în Cipru pe 6 mai pentru a răzbuna echipajele a trei nave engleze aruncate pe coastă de furtuna pe care Isaac Doukas Comnenus, stăpânul insulei, a atacat-o. Richard a ocupat insula pe 11 mai, în ciuda medierii lui Garnier căruia i s-a încredințat acuzarea deținutului. Au plecat pe 5 iunie spre Acra. Aceștia au ajuns la Acra pe 8 iunie. Acolo l-au găsit pe regele Franței care conducea asediul. Asediatorii au câștigat în cele din urmă cetatea la 12 iulie 1191.
Conform manuscrisului din secolul al XIII-lea Itinerarium Regis Ricardi, la Arsuf, Garnier a încercat să-l convingă pe Richard să atace fortele lui Saladin:
Domnul meu, suntem presați violent de dușman și suntem în pericol de veșnică infamie, de ce nu îndrăznim să le întoarcem loviturile; fiecare dintre noi ne pierdem caii unul după altul și de ce ar trebui să mai luptăm cu ei mai departe?
El i-a mai cerut lui Richard să trimitî cavaleria sa atace. Richard a refuzat și i-a răspuns: „Bun maestru, tu trebuie să susții atacul; niciun om nu poate fi peste tot odată.” Când presiunea inamicilor a crescut, Marele Maestru și un alt cavaler, Baldwin de Carreo, i-au atacat pe sarazini. La scurt timp, li s-au alăturat restul forțelor ospitaliere. Richard, văzând că ordinele sale erau deja neascultate, făcu semn pentru un atac total.Inamicii sarazini au fost prinși într-un moment vulnerabil, iar rândurile lor au fost rupte. Astfel, în anumite privințe, Garnier a ajutat la câștigarea bătăliei, deși nu a ascultat ordinele regelui Richard.
Garnier este menționat pentru ultima dată în legătură cu logodna lui cu Betenoble la 12 iunie 1192, timp în care pedepsește un membru al Ordinului Sfântului Ioan al Ierusalimului, Robert de Bruges, pentru că a atacat inamicul fără ordinul său.
Garnier din Nablus a murit în a doua jumătate a anului 1192, probabil pe 31 august. Prima mențiune a succesorului său este din ianuarie 1193.